# 吴诚忠
吴诚忠（1911年—1968年），中国人民解放军将领、中国人民解放军开国少将。
曾任河南军区干部部部长。1955年，授予中国人民解放军少将。